# Мария Глазовска
Марѝя Алфрѐдовна Глазо̀вска (на руски: Мария Альфредовна Глазовская) е руски географ, геохимик и почвовед. Почетен и най-възрастен член на Руското географско дружество.
Тя е почетен професор на Московския държавен университет, Варшавския университет и почетен доктор на Софийския университет. Почетен член и вицепрезидент на Дружеството за почвознание „Докучаев“.

## Биография
Родена е на 26 януари 1912 година в Санкт Петербург, Руска империя, в семейството на лекари. Завършва средното си образование в Колпино. Продължава образованието си в Ленинградския селскостопански институт, а година по-късно в Геолого-почво-географския факултет на Ленинградския държавен университет. През 1934 г. завършва специалност почвознание и започва аспирантура в Географско-икономическия научноизследователски институт при Ленинградския държавен университет. През 1937 г. защитава дисертация за придобиване на научна степен кандидат на географските науки. Работи като асистент в Катедрата по география на почвите в Географския факултет на Ленинградския държавен университет. Активно участва в няколко експедиции на Съветския институт за почвите „Докучаев“.

## Научна дейност
В периода 1939 – 1952 г. живее в Алма Ата. Ръководи отдела за генезис на почвите при Института по почвознание на Казахстанската академия на науките. Същевременно преподава почвознание и география на почвите в Казахстанския педагогически институт. Участва в множество научни експедиции и прави важни открития за почвите в Средна Азия. Заради многобройните експедиции, които предприема из Казахстан получава прозвището „Учената на кон“. През 1952 г. се установява в Москва, където защитава докторска дисертация „Вътрешен Тяншан като планинска страна в Централна Азия“. През същата година е избрана за доцент, а от 1954 е професор. От 1956 до 1959 г. ръководи катедра по Физическа география на СССР в Московския държавен университет. През 1959 – 1987 г. е ръководител, а от 1987 г. е професор-консултант в департамента по геохимия на ландшафта и география на почвите в Географския факултет на Московския държавен университет. Преподава дисциплините основи на почвознанието и география на почвите, почви на света, геохимия на ландшафтите в СССР, геохимични функции на микроорганизмите, геохимия на природни и техногенни ландшафти в СССР.
Заедно с Борис Полинов и Александър Перелман създават новата наука геохимия на ландшафтите, която представлява научен синтез между науките география на почвите, биогеохимия и ландшафтознание.
През 1968 г. на Световния конгрес по почвите представя изработената от нея първа цялостна почвена карта на Австралия. По-късно изработва геохимична класификация на почвите в света, биоклиматична класификация на почвите в СССР, ландшафтно-геохимични методи за намирането на находища на полезни изкопаеми, анализиране на поведението на химичните елементи в случаите на техногенеза, прогнозирането на медико-геохимичните последици на природните и предизвиканите от човека аномалии в природата.

## Семейство
Единият ѝ син Никита Фьодорович Глазовски (1946 – 2005) е еколог, член-кореспондент на Руската академия на науките, а другия Андрей Фьодорович Глазовски е глациолог.
Мария Глазовска умира на 20 ноември 2016 година в Москва на 104-годишна възраст.

## Ордени и награди
- През декември 2014 г. е обявена за „Легенда“ на Руското географско дружество „за изключителни постижения в областта на географските науки, образованието и възпитанието на младите хора“[3]
- Заслужил професор на Московския държавен университет (1994)[4]
- Златен медал „Василий Докучаев“ (1990)[5]
- Държавна награда на СССР (1987)
- Медал „Ветеран на труда“ (1984)
- Награда „Дмитрий Анучин“ (1983)
- Заслужил деятел на науките на Руската съветска федеративна социалистическа република (1978)
- Орден „Трудовое Красное Знамя“ (1971)
- Награда „Михаил Ломоносов“ (1967)
- Орден „Знак на честта“ (1961)
- Медал „За доблест във Великата Отечествена война 1941 – 1945 г.“ (1945)

## Научни трудове
- Основы почвоведения и география почв. Географгиз, М., 1960 (в соавт. с И. П. Герасимовым)
- Геохимические основы типологии и методики исследования природных ландшафтов. М., 1964
- Почвы мира, т.1. М, 1972; т.2, 1973
- Общее почвоведение и география почв. М., 1983
- Геохимия природных и техногенных ландшафтов СССР. М., 1988
- Методологические основы оценки эколого-геохимической устойчивости почв к техногенным воздействиям. М., 1997
- География почв с основами почвоведения. М., 1995; 2005 (в соавт. с А. Н. Геннадиевым)
- Педолитогенез и континентальные циклы углерода. М., 2009
- События моей жизни на фоне войн и революций ХХ века. М., 2013